# Falcone (abate)
Falcone (Noepoli, ... – Cava de' Tirreni, 6 giugno 1146) è ricordato come 6º abate della Badia di Cava ed è venerato come beato dalla Chiesa cattolica.

## Biografia
Falcone, nato a Noepoli (PZ) fin dalla giovane età, aveva abbracciato la vita monastica durante il governo dell'abate San Pietro Pappacarbone formandosi ai più sani principi della spiritualità benedettina.
Nel 1122, ancora giovane, Falcone fu incaricato di reggere come priore, l'importante monastero di Santa Maria di Cursosimum nei pressi di Noja  situata nel cuore della Val Sarmento e del Parco nazionale del Pollino dipendente dall'abbazia di Cava.
Alla morte del beato Simeone, avvenuta il 6 novembre 1141, Falcone fu elevato a superiore generale divenendo abate di Cava. Fu giurista eminente ed apprezzato, più volte chiamato dal  re Ruggero II di Sicilia e da vescovi per dirimere questioni canoniche, liti e contestazioni. Fu un eccellente oratore e ottimo amministratore.
Nel pur breve governo che durò circa 5 anni e 7 mesi, Falcone, grazie alla sua opera, ottenne numerose donazioni di monasteri e chiese, di beni e vassalli che andarono ad accrescere il patrimonio abbaziale che si estese dalla Campania alla Basilicata.
A Falcone ed al suo cappellano Giovanni di Marsico è legato il casale di Tramutola. Il cappellano abbaziale Giovanni, originario della zona e di famiglia cospicua, attirò la simpatia di alcuni ricchi signori locali che donarono alla Badia di Cava la chiesa di San Pietro di Tramutola con tutti i suoi beni. La donazione fu poi perfezionata, come prevedeva l'usanza dei tempi, dal consenso del vescovo di Marsico Giovanni II. 
Nel giugno del 1142, il vescovo Giovanni fu ospite all'abbazia di Cava ed in tale circostanza donò all'abate Falcone anche il monastero di sant'Angelo ad Casellas. In seguito all'abate Falcone fu anche concesso il titolo di barone di Tramutola.
Il beato Falcone morì il 6 giugno 1146 e il suo corpo fu deposto presso la cappella di Santa Caterina e sulla sua tomba fu posta una lastra di marmo bianca ornata di cinque dischi, 3 di porfido e due di verde antico, che ora si trova sul pavimento dell'ambone cosmatesco all'interno della cattedrale della Santissima Trinità de La Cava.
Nel 1675 venne esumato e le reliquie furono composte in un'urna e trasferite in un ambiente prossimo alla cappella dei SS. Padri. Ora le sante reliquie riposano di nuovo nell'originario luogo sotto l'altare di Santa Scolastica che occupa il luogo in cui, nell'antica basilica, era la cappella di Santa Caterina.
Il culto del beato Falcone fu confermato il 16 maggio 1928, dal papa Pio XI, unitamente a quello degli altri sette beati, abati dell'abbazia della SS. Trinità. 